# John Fogarty
John Fogarty CSSp (* 9. April 1952 in Finglas, Irland) ist ein römisch-katholischer Ordensgeistlicher.

## Leben
John Fogarty trat nach seinem Schulabschluss der Ordensgemeinschaft der Missionsgesellschaft vom Heiligen Geist unter dem Schutz des Unbefleckten Herzens Mariens (Kurzform: Spiritaner) bei und studierte zunächst Physik und Mathematik in Dublin. In den 1970er Jahren unterrichtete er in Ghana das Fach Physik. Von 1978 bis 1982 studierte er Theologie an der Schweizer Universität Freiburg. Am 2. Oktober 1979 legte er Profess ab und empfing am 27. September 1981 die Priesterweihe.
Von 1982 bis 1986 war er in einer Pfarrei im Bistum Kumasi in Ghana tätig. 1986 wurde er Provinzrat der irischen Spiritaner. Von 1990 bis 1996 war John Fogarty Rektor des Philosophats der Spiritaner in Ejisu im Ejisu-Juaben District in Ghana. Von 1994 bis 1998 war er Provinzassistent in Irland. 1998 wurde er vom Generalkapitel der Spiritaner zu deren ersten Generalassistenten im Generalrat, dem obersten Leitungsgremium der Spiritaner, in Rom gewählt. 2005 übernahm er die Leitung des Zentrums der Spiritaner an der Duquesne University im US-amerikanischen Pittsburgh. 2010 erfolgte die Wahl zum ersten Provinzial der neuerrichteten Ordensprovinz der Vereinigten Staaten.
Am 11. Juli 2012 wurde John Fogarty vom Generalkapitel in Bagamoyo, Tansania, zum 24. Generaloberen der Kongregation vom Heiligen Geist (Spiritaner) mit einer Amtszeit von acht Jahren gewählt. Amtssitz ist Rom.